# Substance Designer
Substance Designer — програмний інструмент, розроблений у 2007 році компанією Allegorithmic для створення текстур, які використовуються у мапінгу.
Цей продукт дозволяє:
- вести нелінійний робочий процес — це означає, що ви можете повернутися назад до будь-якого етапу у створені вашої текстури. Немає більше «Я не можу повернутися до того пункту»;
- редагування у мультиредакторі багатокальних матеріалів;
- імпортування власних шейдерів, або використання вже наявної бібліотеки;
- запікання текстур (зі збереженням ефектів: Ambient Occlusion карт з високих і низьких сіток полігонів, Bent Normals карт, Color map для Mesh, конвертування UV у SVG, Curvature карт (Cavity карт), Normal карт, Position карт, Vertex Color карт, World Space Direction карт, World Space Normal карт та ін.);
- візуалізацію у реальному часі вашої сцени у вікні 3D виду за допомогою вбудованого шейдера PBR;
- завдяки Yebis 2 є змога накладати дивовижні ефекти до усієї сцени;
- онлайн оновлення карт, що редагуються у фотошопі і використовуються в програмі;
- створювати розширений шум задопомогою процедурної карти — FX. Вони особливо корисні для створення текстур бруду, пилу, рідких бризок та ін.;
- підтримування скриптів*;
- ведення спільної роботи над одним проектом за допомогою функцій Export with dependencies, Share your Library;
- підтримується DX11 і теселяція з GPU від NVIDIA.